# Мы вынуждены сообщить вам, что завтра нас и нашу семью убьют
«Мы вынуждены сообщить вам, что завтра нас и нашу семью убьют. Истории из Руанды» (англ. We Wish to Inform You That Tomorrow We Will Be Killed With Our Families: Stories from Rwanda) — научно-популярная книга обозревателя The New Yorker Филипа Гуревича, вышедшая в 1998 году и посвящённая геноциду в Руанде 1994 года, в результате которого было убито от 500 000 до 1 000 000 тутси и хуту.

## Обзор
В книге описываются путешествия Гуревича по Руанде после геноцида в этой стране, в ходе которых он берёт интервью у переживших геноцид и собирает о нём информацию. Гуревич пересказывает истории выживших и делится своими размышлениями о значении геноцида.
Название взято из письма от 15 апреля 1994 года, написанного священнику Элизафану Нтакирутимане, старшему пастору Церкви адвентистов седьмого дня в западной Руанде, семью адвентистскими священниками, которые укрылись вместе с другими тутси в адвентистской больнице в районе Мугонеро в провинции Кибуе. Гуревич обвинил Нтакирутиману в пособничестве убийствам, произошедшим в этом медицинском комплексе на следующий день. Впоследствии Нтакирутимана был осуждён Международным трибуналом по Руанде за участие в геноциде. В книге освещается не только события, связанные с геноцидом 1994 года, но и история Руанды и события, предшествовавшие этой резне.

## Отзывы
Книга Гуревича была удостоена множества наград, в том числе премии Национального круга книжных критиков в 1998 году, Книжной премии Los Angeles Times, Первой книжной премии Guardian (Guardian First Book Award, стала первой ее удостоившейся книгой) в 1999 году и американской премии Джорджа К. Полка за иностранный репортаж.
Известный африканист Рене Лемаршан, в свою очередь, критично отозвался о книге Гуревича:
Чего не хватает в рассказе Гуревича, так это ответа на вопрос, как и почему были совершены эти убийства. Одно дело описать ужас, другое - объяснить мотивы, вызвавшие кровавую бойню... Отсутствие должного внимания к истории страны создаёт картину геноцида, не отображающую всю сложность обстоятельств. По сути, история Гуревича сводит бойню к сказке о плохих и хороших парнях, невинных жертвах и олицетворениях зла. Его системой отсчёта служит Холокост.
Но в то же время он отмечал: «То, что история Руанды сегодня вообще известна в США, это во многом достижение Филипа Гуревича и Элисон Де Форж».
В 2015 году в статье для газеты «Гардиан» Рори Стюарт написал, что работа Гуревича стала классической и спустя 20 лет после выхода остаётся «вершиной литературы о военных действиях и преступлениях». Он отмечает, что какой бы сложной не была ситуация, что описывается в книге, её автор всегда точен в формулировках и повествует о происходящем максимально внятно.
В 2019 году американское интернет-издание Slate включило книгу Гуревича в число 50 лучших научно-популярных книг, изданных за последние 25 лет.